# Mariëndaal (Utrecht)
Mariëndaal is een verdwenen vrouwenklooster in de Nederlandse stad Utrecht in de nabijheid van het huidige Queeckhovenplein.

## Geschiedenis
Dit vrouwenklooster der cisterciënzers is gesticht in 1244 of eerder. Het werd destijds gevestigd noordelijk van de stad Utrecht, even buiten de stadsvrijheid in de Zwesereng, langs de westoever van de rivier de Vecht. De stichter ervan was Theodericus Kovelwaat (Dirk van Kovelwade), een kanunnik verbonden met Oud-Munster.
Op het omgrachte abdijperceel heeft een kerkgebouw gestaan met aangrenzend een kloosterhof met een refter. Het kloostercomplex kende daarnaast nog andere gebouwen.
Het klooster kreeg in zijn bestaan te maken met beschadiging door blikseminslag en oorlogsgeweld. In de 16e eeuw ontstonden door onder meer de Reformatie grote veranderingen. Afbraak van het klooster geschiedde in 1586 en aansluitend werd het goederenbeheer overgenomen door de ridderschap en rentmeesters. Aan het eind van de 18e eeuw is Mariëndaal definitief opgeheven. Van de gebouwen zijn niet veel meer dan ondergrondse restanten overgebleven. Een klein aantal opgegraven bouwfragmenten bevindt zich in de collectie van het Centraal Museum.

## Opgravingen
In 2019 zijn succesvolle opgravingen gedaan naar restanten van het klooster.